# Catherine Suire
Catherine Suire (née le 15 septembre 1959 à Tananarive à Madagascar) est une joueuse de tennis française, professionnelle de 1983 à 1994 et championne de France en simple en 1987.

## Carrière
En 1983, elle a atteint le 3e tour à l'US Open, sa meilleure performance en simple en Grand Chelem. En double, elle est quart de finaliste à Roland-Garros en 1988 et 1989. Régulièrement sélectionnée au sein de l'équipe de France de Coupe de la Fédération dans les années 1980, elle a participé aux Jeux olympiques de Séoul en 1988.
Classée dans les 100 premières mondiales entre 1983 et 1986, ses meilleurs résultats sont un quart à Brisbane en 1983, à Birmingham en 1991 et une finale à Hershey en 1986. Dès le milieu des années 1980, elle se distingue principalement dans les épreuves de double, disputant le Masters en 1987 et atteignant la 6e place mondiale en 1988. Elle a gagné huit tournois WTA, dont quatre avec Jana Novotná. Elle joue sa dernière saison en 1993, uniquement en double et met un terme à sa carrière lors des Internationaux de France de tennis 1994 où elle s'incline au premier tour avec Sophie Amiach.
Championne de France des plus de 35 ans en 2000, des plus de 40 ans en 2002, 2003, des plus de 45 ans de 2004 à 2006, des plus de 50 ans en 2009, 2010, 2012 et des plus de 55 ans depuis 2014. Elle occupe depuis la fin de sa carrière le poste d'entraîneur fédéral à la ligue du Val d'Oise.

## Palmarès

### Titre en simple dames
Aucun

### Finale en simple dames
| No | Date       | Nom et lieu du tournoi                  | Catégorie | Dotation | Surface         | Vainqueure        | Score    |          |
| -- | ---------- | --------------------------------------- | --------- | -------- | --------------- | ----------------- | -------- | -------- |
| 1  | 03-03-1986 | Virginia Slims of Pennsylvania, Hershey |           | 75 000 $ | Moquette (int.) | Janine Tremelling | 6-1, 6-4 | Parcours |

### Titres en double dames
| No | Date       | Nom et lieu du tournoi                   | Catégorie | Dotation  | Surface         | Partenaire        | Finalistes                               | Score         |          |
| -- | ---------- | ---------------------------------------- | --------- | --------- | --------------- | ----------------- | ---------------------------------------- | ------------- | -------- |
| 1  | 21-10-1985 | Pretty Polly Classic Brighton            |           | 175 000 $ | Moquette (int.) | Lori McNeil       | Barbara Potter Helena Suková             | 4-6, 7-6, 6-4 | Parcours |
| 2  | 18-05-1987 | GP de Strasbourg Strasbourg              |           | 75 000 $  | Terre (ext.)    | Jana Novotná      | Kathleen Horvath Marcella Mesker         | 6-0, 6-2      | Parcours |
| 3  | 03-08-1987 | Virginia Slims of San Diego San Diego    |           | 75 000 $  | Dur (ext.)      | Jana Novotná      | Elise Burgin Sharon Walsh-Pete           | 6-3, 6-4      | Parcours |
| 4  | 22-02-1988 | Virginia Slims of Oklahoma Oklahoma City | Tier V    | 100 000 $ | Moquette (int.) | Jana Novotná      | Catarina Lindqvist Tine Scheuer-Larsen   | 6-4, 6-4      | Parcours |
| 5  | 02-05-1988 | Italian Open Rome                        | Tier IV   | 200 000 $ | Terre (ext.)    | Jana Novotná      | Jenny Byrne Janine Tremelling            | 6-3, 4-6, 7-5 | Parcours |
| 6  | 11-07-1988 | Nice Open Nice                           | Tier V    | 100 000 $ | Terre (ext.)    | Catherine Tanvier | Isabelle Demongeot Nathalie Tauziat      | 6-4, 4-6, 6-2 | Parcours |
| 7  | 17-02-1992 | Cesena Championships Cesena              | Tier V    | 100 000 $ | Moquette (int.) | Catherine Tanvier | Sabine Appelmans Raffaella Reggi-Concato | Forfait       | Parcours |
| 8  | 12-04-1993 | Volvo Open Pattaya                       | Tier IV   | 100 000 $ | Dur (ext.)      | Cammy MacGregor   | Patty Fendick Meredith McGrath           | 6-3, 7-6      | Parcours |

### Finales en double dames
| No | Date       | Nom et lieu du tournoi                   | Catégorie | Dotation  | Surface         | Vainqueures                         | Partenaire         | Score         |          |
| -- | ---------- | ---------------------------------------- | --------- | --------- | --------------- | ----------------------------------- | ------------------ | ------------- | -------- |
| 1  | 24-02-1986 | Virginia Slims of Oklahoma Oklahoma City |           | 75 000 $  | Moquette (int.) | Marcella Mesker Pascale Paradis     | Lori McNeil        | 2-6, 7-6, 6-1 | Parcours |
| 2  | 26-10-1987 | European Indoors Zurich                  |           | 150 000 $ | Moquette (int.) | Nathalie Herreman Pascale Paradis   | Jana Novotná       | 6-3, 2-6, 6-3 | Parcours |
| 3  | 29-02-1988 | Virginia Slims of Kansas Wichita         | Tier V    | 100 000 $ | Dur (int.)      | Natalia Bykova Svetlana Parkhomenko | Jana Novotná       | 6-3, 6-4      | Parcours |
| 4  | 18-09-1989 | Clarins Open Paris                       | Tier V    | 100 000 $ | Terre (ext.)    | Sandra Cecchini Patricia Tarabini   | Nathalie Herreman  | 6-1, 6-1      | Parcours |
| 5  | 09-10-1989 | Moscow Open Moscou                       | Tier V    | 100 000 $ | Moquette (int.) | Larisa Savchenko Natasha Zvereva    | Nathalie Herreman  | 6-3, 6-4      | Parcours |
| 6  | 23-04-1990 | DHL Open Singapour                       | Tier IV   | 150 000 $ | Dur (ext.)      | Jo Durie Jill Hetherington          | Pascale Paradis    | 6-4, 6-1      | Parcours |
| 7  | 08-10-1990 | BMW European Indoors Zurich              | Tier II   | 350 000 $ | Moquette (int.) | Manon Bollegraf Eva Pfaff           | Dinky Van Rensburg | 7-5, 6-4      | Parcours |
| 8  | 15-02-1993 | Open Gaz de France Paris                 | Tier II   | 375 000 $ | Moquette (int.) | Jana Novotná Andrea Strnadová       | Jo Durie           | 7-6, 6-2      | Parcours |

## Parcours en Grand Chelem

### En simple dames
| Année | Open d'Australie (janvier) | Open d'Australie (janvier) | Internationaux de France | Internationaux de France | Wimbledon       | Wimbledon         | US Open         | US Open         | Open d'Australie (décembre) | Open d'Australie (décembre) |
| ----- | -------------------------- | -------------------------- | ------------------------ | ------------------------ | --------------- | ----------------- | --------------- | --------------- | --------------------------- | --------------------------- |
| 1983  | n/a                        | n/a                        | 1er tour (1/64)          | Evonne Goolagong         | 2e tour (1/32)  | Leslie Allen      | 3e tour (1/16)  | Lisa Bonder     | 2e tour (1/16)              | Rosalyn Fairbank            |
| 1984  | n/a                        | n/a                        | 1er tour (1/64)          | Sophie Amiach            | 1er tour (1/64) | Barbara Potter    | 1er tour (1/64) | Virginia Ruzici | -                           | -                           |
| 1985  | n/a                        | n/a                        | 2e tour (1/32)           | Anne White               | 1er tour (1/64) | Sylvia Hanika     | 1er tour (1/64) | Leslie Allen    | 1er tour (1/32)             | Elizabeth Smylie            |
| 1986  | n/a                        | n/a                        | 2e tour (1/32)           | Manuela Maleeva          | 2e tour (1/32)  | Gabriela Sabatini | 1er tour (1/64) | Laura Arraya    | n/a                         | n/a                         |
| 1987  | -                          | -                          | 2e tour (1/32)           | Natasha Zvereva          | 1er tour (1/64) | Barbara Potter    | -               | -               | n/a                         | n/a                         |
| 1988  | 2e tour (1/32)             | Céline Cohen               | 1er tour (1/64)          | Tine Scheuer             | 1er tour (1/64) | Stephanie Rehe    | 2e tour (1/32)  | Susan Sloane    | n/a                         | n/a                         |
| 1989  | -                          | -                          | 1er tour (1/64)          | Jo-Anne Faull            | 2e tour (1/32)  | Hana Mandlíková   | -               | -               | n/a                         | n/a                         |
| 1990  | 1er tour (1/64)            | Tami Whitlinger            | 1er tour (1/64)          | Cammy MacGregor          | -               | -                 | -               | -               | n/a                         | n/a                         |
| 1991  | -                          | -                          | 2e tour (1/32)           | Sandra Cecchini          | 2e tour (1/32)  | Elizabeth Smylie  | 1er tour (1/64) | M. de Swardt    | n/a                         | n/a                         |
| 1992  | -                          | -                          | 1er tour (1/64)          | Silke Frankl             | 1er tour (1/64) | Lori McNeil       | -               | -               | n/a                         | n/a                         |

À droite du résultat, l’ultime adversaire.

### En double dames
| Année | Open d'Australie (janvier)  | Open d'Australie (janvier) | Internationaux de France      | Internationaux de France   | Wimbledon                    | Wimbledon                     | US Open                       | US Open                    | Open d'Australie (décembre) | Open d'Australie (décembre) |
| ----- | --------------------------- | -------------------------- | ----------------------------- | -------------------------- | ---------------------------- | ----------------------------- | ----------------------------- | -------------------------- | --------------------------- | --------------------------- |
| 1983  | n/a                         | n/a                        | 3e tour (1/8) F. Thibault     | Rosie Casals W. Turnbull   | -                            | -                             | 2e tour (1/16) P. Paradis     | Leslie Allen E. Sayers     | 1er tour (1/16) P. Paradis  | R. Fairbank Eva Pfaff       |
| 1984  | n/a                         | n/a                        | 2e tour (1/16) N. Herreman    | K. Horvath V. Ruzici       | 1er tour (1/32) N. Herreman  | Andrea Leand M. L. Piatek     | 1er tour (1/32) P. Paradis    | Linda Gates C. MacGregor   | 2e tour (1/8) P. Paradis    | B. Potter Sharon Walsh      |
| 1985  | n/a                         | n/a                        | 3e tour (1/8) Virginia Wade   | A. Holíková K. Skronská    | 2e tour (1/16) Virginia Wade | Elise Burgin A. Moulton       | 1er tour (1/32) Virginia Wade | Kohde-Kilsch Helena Suková | 1er tour (1/16) Lori McNeil | H. Mandlíková W. Turnbull   |
| 1986  | n/a                         | n/a                        | 1er tour (1/32) Lori McNeil   | Mima Jaušovec I. Kuczyńska | 1er tour (1/32) Lori McNeil  | A. M. Fernández J. Richardson | 3e tour (1/8) Lori McNeil     | H. Mandlíková W. Turnbull  | n/a                         | n/a                         |
| 1987  | -                           | -                          | 3e tour (1/8) Jana Novotná    | Mercedes Paz Eva Pfaff     | 2e tour (1/16) Jana Novotná  | Navrátilová Pam Shriver       | 3e tour (1/8) Jana Novotná    | Kohde-Kilsch Helena Suková | n/a                         | n/a                         |
| 1988  | 3e tour (1/8) C. Tanvier    | Navrátilová Pam Shriver    | 1/4 de finale C. Tanvier      | Steffi Graf G. Sabatini    | 3e tour (1/8) Jana Novotná   | Chris Evert W. Turnbull       | 3e tour (1/8) Jana Novotná    | Patty Fendick Hetherington | n/a                         | n/a                         |
| 1989  | -                           | -                          | 1/4 de finale Helen Kelesi    | L. Savchenko N. Zvereva    | 1er tour (1/32) Anne Hobbs   | L. Savchenko N. Zvereva       | 3e tour (1/8) Eva Pfaff       | L. Savchenko N. Zvereva    | n/a                         | n/a                         |
| 1990  | 1er tour (1/32) N. Herreman | Julie Halard Andrea Leand  | 2e tour (1/16) P. Paradis     | N. Tauziat J. Wiesner      | 2e tour (1/16) P. Paradis    | G. Fernández Navrátilová      | 1er tour (1/32) P. Paradis    | Kathy Jordan E. Smylie     | n/a                         | n/a                         |
| 1991  | -                           | -                          | 1er tour (1/32) S. Testud     | P. Langrová R. Zrubáková   | 2e tour (1/16) M. Jaggard    | Kohde-Kilsch Elna Reinach     | 1er tour (1/32) M. Lindström  | L. Ferrando W. Probst      | n/a                         | n/a                         |
| 1992  | -                           | -                          | 2e tour (1/16) Eva Pfaff      | Tracey Morton Clare Wood   | 1er tour (1/32) Eva Pfaff    | Louise Field Lise Gregory     | 1er tour (1/32) H. Ludloff    | Louise Allen Henricksson   | n/a                         | n/a                         |
| 1993  | -                           | -                          | 2e tour (1/16) A. Fusai       | I. Demongeot Elna Reinach  | 2e tour (1/16) Jo Durie      | M. Maleeva                    | 1er tour (1/32) Laura Golarsa | M. Jaggard Rene Simpson    | n/a                         | n/a                         |
| 1994  | -                           | -                          | 1er tour (1/32) Sophie Amiach | E. Maniokova Leila Meskhi  | -                            | -                             | -                             | -                          | n/a                         | n/a                         |

Sous le résultat, la partenaire ; à droite, l’ultime équipe adverse.

### En double mixte
| Année | Open d'Australie (janvier), | Open d'Australie (janvier), | Internationaux de France      | Internationaux de France   | Wimbledon                     | Wimbledon                   | US Open                      | US Open                  |
| ----- | --------------------------- | --------------------------- | ----------------------------- | -------------------------- | ----------------------------- | --------------------------- | ---------------------------- | ------------------------ |
| 1983  | n/a                         | n/a                         | 1er tour (1/32) T. Benhabiles | R. Reggi Álvaro Fillol     | -                             | -                           | -                            | -                        |
| 1984  | n/a                         | n/a                         | 3e tour (1/8) Thierry Pham    | E. Sayers S. Stewart       | -                             | -                           | -                            | -                        |
| 1985  | n/a                         | n/a                         | 2e tour (1/16) M. Bahrami     | A. Villagrán Cássio Motta  | -                             | -                           | -                            | -                        |
| 1986  | n/a                         | n/a                         | 3e tour (1/8) Thierry Pham    | Navrátilová H. Günthardt   | 1er tour (1/32) David Felgate | Masako Yanagi H. Shirato    | 2e tour (1/8) Chip Hooper    | Bettina Bunge E. Sánchez |
| 1987  | -                           | -                           | 1er tour (1/32) Thierry Pham  | Elna Reinach Brian Levine  | 1er tour (1/32) Jim Pugh      | Jenny Byrne Kim Warwick     | 2e tour (1/8) M. Bahrami     | Henricksson M. Schapers  |
| 1988  | -                           | -                           | 2e tour (1/16) Brian Levine   | Pam Shriver Todd Witsken   | 1er tour (1/32) Andrew Castle | Jo Durie Jeremy Bates       | 1er tour (1/16) M. Woodforde | Mercedes Paz L. Lavalle  |
| 1989  | -                           | -                           | 2e tour (1/16) Winogradsky    | M. Bollegraf Tom Nijssen   | 2e tour (1/16) Jorge Lozano   | M. Jaggard B. Dyke          | -                            | -                        |
| 1990  | -                           | -                           | 1/4 de finale O. Delaitre     | Louise Field Simon Youl    | -                             | -                           | -                            | -                        |
| 1991  | -                           | -                           | 1er tour (1/32) Winogradsky   | C. Tanvier M. Bahrami      | 2e tour (1/16) Roger Smith    | Nicole Provis T. Woodbridge | -                            | -                        |
| 1992  | -                           | -                           | 2e tour (1/16) R. Båthman     | Nicole Provis M. Woodforde | 1er tour (1/32) R. Båthman    | Kathy Rinaldi Grant Connell | -                            | -                        |
| 1993  | -                           | -                           | 1er tour (1/32) Rikard Bergh  | Kimberly Po Mike Bauer     | 2e tour (1/16) Laurie Warder  | B. Nagelsen R. Reneberg     | -                            | -                        |

Sous le résultat, le partenaire ; à droite, l’ultime équipe adverse.

## Parcours aux Masters

### En double dames
| # | Date       | Nom de l'édition                      | ($)     | Surface         | Résultat      | Partenaire   | Ultimes adversaires             | Score         |          |
| - | ---------- | ------------------------------------- | ------- | --------------- | ------------- | ------------ | ------------------------------- | ------------- | -------- |
| 1 | 16/11/1987 | Virginia Slims Championships New York | 500 000 | Moquette (int.) | 1/4 de finale | Jana Novotná | Martina Navrátilová Pam Shriver | 7-6, 5-7, 6-4 | Parcours |

## Parcours aux Jeux olympiques

### En simple dames
| # | Date       | Nom de l'olympiade | Surface    | Résultat      | Ultime adversaire | Score    |          |
| - | ---------- | ------------------ | ---------- | ------------- | ----------------- | -------- | -------- |
| 1 | 20/09/1988 | Olympics Séoul     | Dur (ext.) | 3e tour (1/8) | Steffi Graf       | 6-3, 6-0 | Parcours |

## Parcours en Coupe de la Fédération
| #                                                                        | Date       | Lieu      | Surface      | Gagnante(s)                        | Perdante(s)                        | Score         |          |
|                                                                          |            |           |              |                                    |                                    |               |          |
| 1984 - 1er tour (groupe mondial) - France - Pays-Bas - 2 : 1             |            |           |              |                                    |                                    |               |          |
| 1                                                                        | 16/07/1984 | São Paulo | Terre (ext.) | Catherine Suire Catherine Tanvier  | Digna Ketelaar Simone Schilder     | 6-3, 6-1      | Parcours |
|                                                                          |            |           |              |                                    |                                    |               |          |
| 1984 - 2e tour (groupe mondial) - France - Danemark - 3 : 0              |            |           |              |                                    |                                    |               |          |
| 2                                                                        | 16/07/1984 | São Paulo | Terre (ext.) | Catherine Suire Catherine Tanvier  | Anne Moller Tine Scheuer-Larsen    | 6-4, 6-4      | Parcours |
|                                                                          |            |           |              |                                    |                                    |               |          |
| 1984 - 1/4 de finale (groupe mondial) - France - Tchécoslovaquie - 0 : 3 |            |           |              |                                    |                                    |               |          |
| 3                                                                        | 16/07/1984 | São Paulo | Terre (ext.) | Iva Budařová Marcela Skuherská     | Catherine Suire Catherine Tanvier  | 4-6, 6-1, 6-3 | Parcours |
|                                                                          |            |           |              |                                    |                                    |               |          |
| 1987 - 1er tour (groupe mondial) - France - Autriche - 3 : 0             |            |           |              |                                    |                                    |               |          |
| 4                                                                        | 28/07/1987 | Vancouver |              | Isabelle Demongeot Catherine Suire | Petra Huber Judith Wiesner         | 1-6, 6-3, 6-1 | Parcours |
|                                                                          |            |           |              |                                    |                                    |               |          |
| 1987 - 2e tour (groupe mondial) - États-Unis - France - 3 : 0            |            |           |              |                                    |                                    |               |          |
| 5                                                                        | 28/07/1987 | Vancouver |              | Chris Evert Pam Shriver            | Isabelle Demongeot Catherine Suire | 6-3, 6-3      | Parcours |
|                                                                          |            |           |              |                                    |                                    |               |          |
| 1988 - 1er tour (groupe mondial) - Japon - France - 0 : 3                |            |           |              |                                    |                                    |               |          |
| 6                                                                        | 05/12/1988 | Melbourne |              | Catherine Suire Catherine Tanvier  | Etsuko Inoue Akiko Kijimuta        | 6-4, 7-64     | Parcours |
|                                                                          |            |           |              |                                    |                                    |               |          |
| 1988 - 2e tour (groupe mondial) - Allemagne de l'Ouest - France - 3 : 0  |            |           |              |                                    |                                    |               |          |
| 7                                                                        | 05/12/1988 | Melbourne |              | Isabel Cueto Eva Pfaff             | Maïder Laval Catherine Suire       | 6-4, 4-6, 6-1 | Parcours |

## Classements WTA en fin de saison

### En simple
| Année | 1983 | 1984 | 1985 | 1986 | 1987 | 1988 | 1989 | 1990 | 1991 | 1992 | 1993 |
| Rang  | 88   | 115  | 104  | 84   | 135  | 126  | 139  | 193  | 114  | 212  | 272  |

Source : (en) « Classements de Catherine Suire », sur le site officiel du WTA Tour

### En double
| Année | 1986 | 1987 | 1988 | 1989 | 1990 | 1991 | 1992 | 1993 |
| Rang  | 47   | 27   | 25   | 50   | 58   | 76   | 81   | 41   |

Source : (en) « Classements de Catherine Suire », sur le site officiel du WTA Tour